# Mehmet Leblebi
Mehmet Leblebi (né en 1908 à Pınarhisar à l'époque dans l'Empire ottoman, aujourd'hui en Turquie, et mort le 25 février 1972 à Istanbul en Turquie) est un joueur de football international turc, qui évoluait au poste d'attaquant et de milieu de terrain.

## Biographie

### Carrière en sélection
Avec l'équipe de Turquie, il joue 16 matchs (pour 2 buts inscrits) entre 1924 et 1932. Il joue son premier match en équipe nationale le 25 mai 1924 contre la Tchécoslovaquie lors du tournoi olympique, et son dernier le 4 novembre contre 1932 face à la Bulgarie en amical.
Il figure dans le groupe des sélectionnés lors des Jeux olympiques de 1924 puis de 1928. Il joue un match face à la Tchécoslovaquie lors du tournoi olympique de 1924 et un match contre l'Égypte lors du tournoi de 1928.